# Prémios Screen Actors Guild 2016
Os Prémios Screen Actors Guild 2016 (no original em inglês 22nd Screen Actors Guild Awards) é o 22.º evento promovido pelo sindicato americano de atores Screen Actors Guild onde foram premiados os melhores atores e atrizes e também elencos de cinema e televisão de 2015.
A cerimónia de entrega dos prémios foi marcada para 30 de Janeiro de 2016 e transmitida em direto pelas cadeias de televisão TNT e TBS. Os nomeados nas diversas categorias foram anunciados a 9 de Dezembro de 2015.

## Prémio Screen Actors Guild Life Achievement

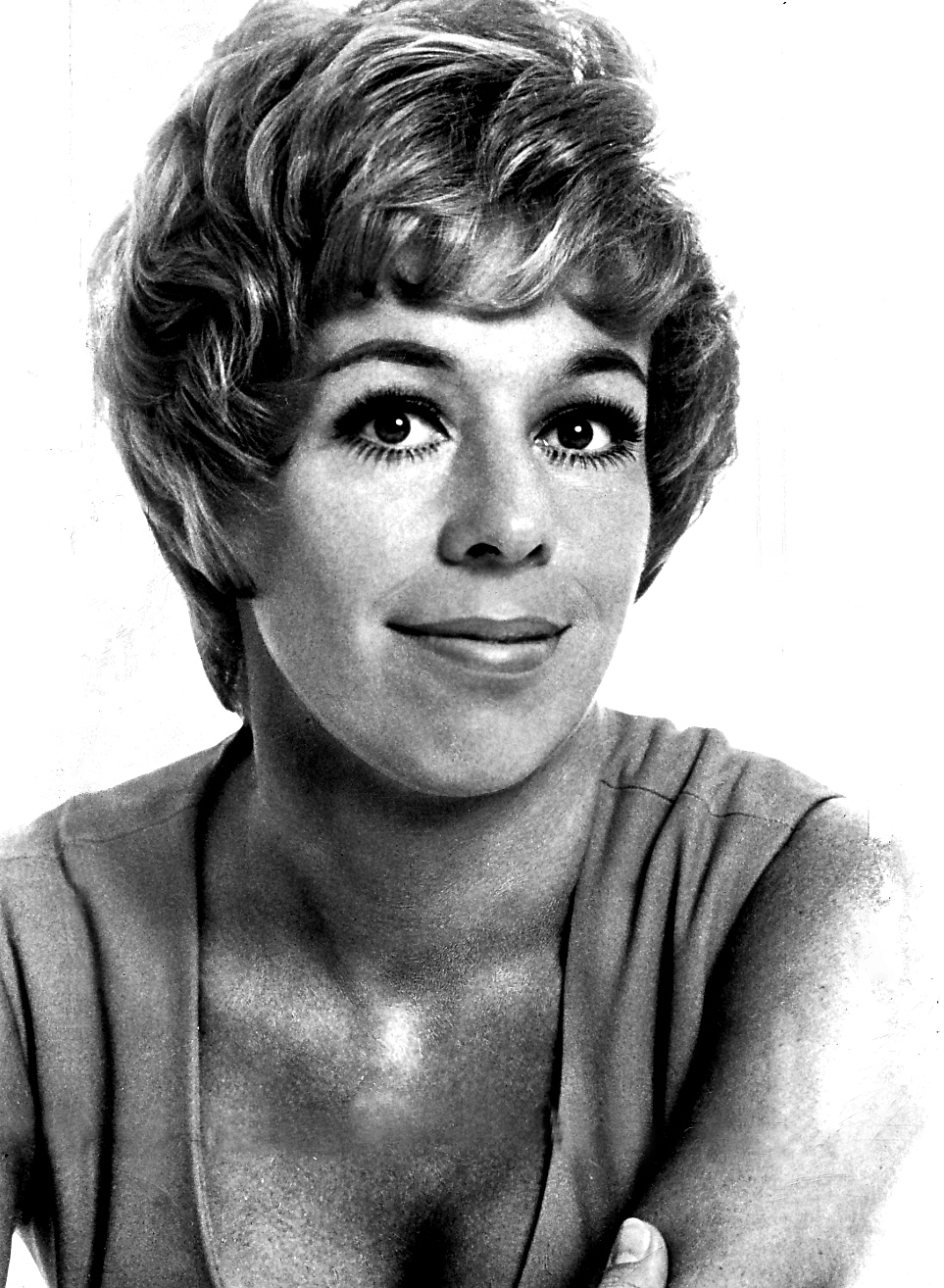
Carol Burnett homenageada com o Prémio Screen Actors Guild Life Achievement

- Carol Burnett[2]

## Vencedores e nomeados

### Cinema
| Melhor Ator principal Leonardo DiCaprio – The Revenant como Hugh Glass - Bryan Cranston – Trumbo como Dalton Trumbo - Johnny Depp – Black Mass como James "Whitey" Bulger - Michael Fassbender – Steve Jobs como Steve Jobs - Eddie Redmayne – The Danish Girl como Lili Elbe / Einar Wegener | Melhor Atriz principal Brie Larson – Room como Joy "Ma" Newsome - Cate Blanchett – Carol como Carol Aird - Helen Mirren – Woman in Gold como Maria Altmann - Saoirse Ronan – Brooklyn como Eilis Lacey - Sarah Silverman – I Smile Back como Laney Brooks          |
| Melhor Ator secundário Idris Elba – Beasts of No Nation como O Comandante - Christian Bale – The Big Short como Michael Burry - Mark Rylance – Bridge of Spies como Rudolf Abel - Michael Shannon – 99 Homes como Rick Carver - Jacob Tremblay – Room como Jack Newsome | Melhor Atriz secundária Alicia Vikander – The Danish Girl como Gerda Wegener - Rooney Mara – Carol como Therese Belivet - Rachel McAdams – Spotlight como Sacha Pfeiffer - Helen Mirren – Trumbo como Hedda Hopper - Kate Winslet – Steve Jobs como Joanna Hoffman |
| Melhor Elenco Spotlight – Billy Crudup, Brian d'Arcy James, Michael Keaton, Rachel McAdams, Mark Ruffalo, Liev Schreiber, John Slattery e Stanley Tucci - Beasts of No Nation – Abraham Attah, Kurt Egyiawan e Idris Elba - The Big Short – Christian Bale, Steve Carell, Ryan Gosling, Melissa Leo, Hamish Linklater, John Magaro, Brad Pitt, Rafe Spall, Jeremy Strong, Marisa Tomei e Finn Wittrock - Straight Outta Compton – Neil Brown Jr., Paul Giamatti, Corey Hawkins, Aldis Hodge, O'Shea Jackson Jr. e Jason Mitchell - Trumbo – Adewale Akinnuoye-Agbaje, Louis C.K., Bryan Cranston, David James Elliott, Elle Fanning, John Goodman, Diane Lane, Helen Mirren, Michael Stuhlbarg e Alan Tudyk | |
| Melhor Elenco de Duplos Mad Max: Fury Road - Everest - Furious 7 - Jurassic World - Mission: Impossible – Rogue Nation | |

### Televisão
| Melhor Ator em minissérie ou filme para televisão Idris Elba – Luther como John Luther - Ben Kingsley – Tut como Ay - Ray Liotta – Texas Rising como Lorca / Tom Mitchell - Bill Murray – A Very Murray Christmas como ele próprio - Mark Rylance – Wolf Hall como Thomas Cromwell | Melhor Atriz em minissérie ou filme para televisão Queen Latifah – Bessie como Bessie Smith - Christina Ricci – The Lizzie Borden Chronicles como Lizzie Borden - Susan Sarandon – The Secret Life of Marilyn Monroe como Gladys Mortenson - Kristen Wiig – The Spoils Before Dying como Delores DeWinter - Nicole Kidman – Grace of Monaco como Grace Kelly |
| Melhor Ator em série dramática Kevin Spacey – House of Cards como Frank Underwood - Peter Dinklage – Game of Thrones como Tyrion Lannister - Jon Hamm – Mad Men como Don Draper - Rami Malek – Mr. Robot como Elliot Alderson - Bob Odenkirk – Better Call Saul como Jimmy McGill | Melhor Atriz em série dramática Viola Davis – How to Get Away with Murder como Annalise Keating - Claire Danes – Homeland como Carrie Mathison - Julianna Margulies – The Good Wife como Alicia Florrick - Maggie Smith – Downton Abbey como Violet, Condessa viúva de Grantham - Robin Wright – House of Cards como Claire Underwood                        |
| Melhor Ator em série de comédia Jeffrey Tambor – Transparent como Maura Pfefferman - Ty Burrell – Modern Family como Phil Dunphy - Louis C.K. – Louie como Louie - William H. Macy – Shameless como Frank Gallagher - Jim Parsons – The Big Bang Theory como Sheldon Cooper | Melhor Atriz em série de comédia Uzo Aduba – Orange Is the New Black como Suzanne "Crazy Eyes" Warren - Edie Falco – Nurse Jackie como Jackie Peyton - Ellie Kemper – Unbreakable Kimmy Schmidt como Kimmy Schmidt - Julia Louis-Dreyfus – Veep como Selina Meyer - Amy Poehler – Parks and Recreation como Leslie Knope                                     |
| Melhor Elenco em série dramática Downton Abbey – Hugh Bonneville, Laura Carmichael, Jim Carter, Raquel Cassidy, Brendan Coyle, Michelle Dockery, Kevin Doyle, Joanne Froggatt, Lily James, Rob James-Collier, Allen Leech, Phyllis Logan, Elizabeth McGovern, Sophie McShera, Lesley Nicol, Julian Ovenden, Maggie Smith e Penelope Wilton - Game of Thrones – Alfie Allen, Ian Beattie, John Bradley-West, Gwendoline Christie, Emilia Clarke, Michael Condron, Nikolaj Coster-Waldau, Ben Crompton, Liam Cunningham, Stephen Dillane, Peter Dinklage, Natalie Dormer, Nathalie Emmanuel, Tara Fitzgerald, Jerome Flynn, Brian Fortune, Joel Fry, Aidan Gillen, Iain Glen, Kit Harington, Lena Headey, Michiel Huisman, Hannah Murray, Brenock O'Connor, Daniel Portman, Iwan Rheon, Owen Teale, Sophie Turner, Carice van Houten, Maisie Williams e Tom Wlaschiha - Homeland – F. Murray Abraham, Atheer Adel, Claire Danes, Alexander Fehling, Rupert Friend, Nina Hoss, René David Ifrah, Mark Ivanir, Sebastian Koch, Miranda Otto, Mandy Patinkin e Sarah Sokolovic - House of Cards – Mahershala Ali, Derek Cecil, Nathan Darrow, Michael Kelly, Elizabeth Marvel, Molly Parker, Jimmi Simpson, Kevin Spacey e Robin Wright - Mad Men – Sola Bamis, Stephanie Drake, Jay R. Ferguson, Bruce Greenwood, Jon Hamm, Christina Hendricks, January Jones, Vincent Kartheiser, Elisabeth Moss, Kevin Rahm, Kiernan Shipka, John Slattery, Rich Sommer, Aaron Staton e Mason Vale Cotton | |
| Melhor Elenco em série de comédia Orange Is the New Black – Uzo Aduba, Mike Birbiglia, Marsha Stephanie Blake, Danielle Brooks, Laverne Cox, Jackie Cruz, Catherine Curtin, Lea Delaria, Beth Fowler, Kimiko Glenn, Annie Golden, Diane Guerrero, Michael J. Harney, Vicky Jeudy, Lauren Lapkus, Selenis Leyva, Taryn Manning, Joel Marsh Garland, Adrienne C. Moore, Kate Mulgrew, Emma Myles, Matt Peters, Lori Petty, Jessica Pimentel, Dascha Polanco, Laura Prepon, Elizabeth Rodriguez, Ruby Rose, Nick Sandow, Abigail Savage, Taylor Schilling, Constance Shulman, Dale Soules, Yael Stone e Samira Wiley - The Big Bang Theory – Mayim Bialik, Kaley Cuoco, Johnny Galecki, Simon Helberg, Kunal Nayyar, Jim Parsons e Melissa Rauch - Key & Peele – Keegan-Michael Key e Jordan Peele - Modern Family – Aubrey Anderson-Emmons, Julie Bowen, Ty Burrell, Jesse Tyler Ferguson, Nolan Gould, Sarah Hyland, Ed O'Neill, Rico Rodriguez, Eric Stonestreet, Sofía Vergara e Ariel Winter - Transparent – Alexandra Billings, Carrie Brownstein, Jay Duplass, Kathryn Hahn, Gaby Hoffmann, Cherry Jones, Amy Landecker, Judith Light, Hari Nef, Emily Robinson e Jeffrey Tambor - Veep – Diedrich Bader, Sufe Bradshaw, Anna Chlumsky, Gary Cole, Kevin Dunn, Tony Hale, Hugh Laurie, Julia Louis-Dreyfus, Phil Reeves, Sam Richardson, Reid Scott, Timothy Simons, Sarah Sutherland e Matt Walsh                                                                                   | |
| Melhor Elenco de Duplos Game of Thrones - The Blacklist - Daredevil - Homeland - The Walking Dead | |

## In Memoriam
Susan Sarandon apresentou o segmento "In Memoriam" homenageando a vida e carreira de atores e atrizes que faleceram em 2015:
- Omar Sharif
- Anita Ekberg
- Theodore Bikel
- Betsy Palmer
- Taylor Negron
- Anne Meara
- Rod Taylor
- Dean Jones
- Wayne Rogers
- Pat Harrington, Jr.
- Marge Royce
- Martin Milner
- Donna Douglas
- Stan Freberg
- Windell Middlebrooks
- George Coe
- John Connell
- Christopher Lee
- Lizabeth Scott
- Dickie Moore
- Roger Rees
- Louis Jourdan
- Gary Owens
- Dick Van Patten
- Geoffrey Lewis
- Richard Dysart
- David Bowie
- Paul Napier
- Elizabeth Wilson
- Jack Larson
- Natalie Cole
- Judy Carne
- Robert Loggia
- Jayne Meadows
- Alex Rocco
- Al Molinaro
- Patrick Macnee
- Fred Thompson
- David Canary
- Marjorie Lord
- Maureen O'Hara
- Alan Rickman
- Leonard Nimoy